# Kløvsteinbakken
Kløvsteinbakken är en backhoppningsanläggning utanför tätorten Meldal i Orklands kommun i Trøndelag fylke i mellersta Norge. Förutom stora Kløvsteinbakken, med K-punkt 105 meter och backstorlek (Hill Size) 117 meter, består anläggningen av fyra mindre backar K40, K25, K15 och K7. Stora backen används mestadels vid norska mästerskap i backhoppning och nordisk kombination.

## Historia
Meldal IL hade planer 1946 om resning av en hoppbacke i Meldal. Orkla Grube-Aktiebolag skänkte 1.000 kronor. Det samma gjorde Meldals kommun. 2.000 kronor samlades in bland invånarna i Meldal. Backen stod klar och invigdes 14 december 1947. Norges Skiforbund (NIS) och Statens Ungdoms- og Idrettsforbund planerade 1963 tillsammans med Meldal IL att bygga ut Kløvsteinbakken till "centralbacke" i regionen. Byggnadsarbeten startade 195 och en ny stor backe (K87) invigdes 1967. 1981/1982 förstorades och moderniserades Kløvsteinbakken och fick K-punkt 105 meter. En deltävling i världscupen i backen 18 mars 1988. För få förnyat FIS-licens renoverades och moderniserades backen 1997. Små förbättringar gjordes 2002 och 2004.
Norska mästerskapen i backhoppning arrangerades i Kløvsteinbakken 1970, 1974, 1980, 1984, 1990, 1996, 1998 och 2000, i allt åtta gånger. Även lagtävlingen under norska mästerskapen i backhoppning hölls i Kløvsteinbakken 1998. Backhoppstävlingen för lag i norska mästerskapen i nordisk kombination arrangerades här 1998 och 2009.

## Backrekord
Första officiella backrekordet i Kløvsteinbakken sattes 7 februari 1948 då Torbjørn Falkanger hoppade 70,5 meter. Bjørn Wirkola var första backhoparen att hoppa över 100 meter i backen då han hoppade 104,0 meter under norska mästerskapen 1 februari 1970 med Kung Olav V som hedersgäst bland tusener av åskådare. Nuvarande backrekord tillhör Jan Christian Bjørn som hoppade 120,5 meter 22 mars 2009. Anita Wold från Norge satte världsrekord för kvinnor två gånger i Kløvsteinbakken, 73 meter (22 mars 1973) och 82,5 meter (3 februari 1974).

## Viktiga tävlingar
| Datum        | Vinnare             | Andra plats                  | Tredje plats                | Tävling   |
| ------------ | ------------------- | ---------------------------- | --------------------------- | --------- |
| 18 mars 1988 | Erik Johnsen, Norge | Oliver Strohmaier, Österrike | Jiří Malec, Tjeckoslovakien | Världscup |